# All Nippon Airways
All Nippon Airways Co., Ltd. (全日本空輸株式会社, Zen-nippon Kūyu Kabushiki-gaisha) (TYO 9202), també coneguda com a Zennikkū o ANA, és una aerolínia japonesa. Té la seu a Tòquio i, tot i que anteriorment era el principal operador domèstic del Japó, en l'actualitat és el segon operador domèstic i internacional després del seu principal competidor Japan Airlines.

## Història
ANA va ser fundada el 27 de desembre de 1952 com a Japan Helicopter and Aeroplane Transport Company i va començar a prestar servei entre Tòquio i Osaka el desembre de 1953 amb avions de Havilland Dove. El desembre de 1957 va canviar al seu nom a l'actual All Nippon Airways i el març de 1958 es va fusionar amb Kyokuto Airlines, una petita aerolínia de vols interiors fundada cinc anys abans.
A finals de 1960 ANA va incorporar a la seva flota quatre Convair 340 i 440 i al juliol del següent any es van posar en servei el Viscount 828 i l'F27 Friendship.Tot i la forta competència de Japan Airlines i de les línies de ferrocarril als anys 60 ANA va tenir un gran creixement absorbint en aquesta època Fujita Airlines el 1963, Central Japan Airlines el 1965 i Nagasaki Airways el 1967. També a mitjans d'aquesta dècada va incorporar en la ruta entre Tòquio i Sapporo els vols de reacció amb Boeings 727 llogats a Boeing.
El març de 1974, juntament amb les aerolínies Japan Airlines i Toa Domestic, entre d'altres, van fundar Nihon Kinkyori Airways, una companyia de tercer nivell creada per cobrir serveis subvencionats pel govern japonès per tal de connectar poblacions aïllades i llocs remots. Per aquestes dates All Nippon Airways tenia la xarxa de vols domèstics més gran del Japó però mentre que les operacions de vols domèstics d'ANA no paraven de créixer el ministre de transports del Japó va atorgar el monopoli dels vols internacionals a la companyia propietat del govern Japan Airlines (JAL) fins al 1986 en que ANA va poder operar també vols internacionals, sent el primer un vol de Tòquio a Hong Kong el 21 de febrer de 1986. L'octubre de 1999 s'uneix a la xarxa de Star Alliance.

## Flota
Durant la seva història All Nippon Airways ha utilitzat diferents tipus d'aeronaus.
| Fabricant                                | Model            | Any d'incorporació |
| ---------------------------------------- | ---------------- | ------------------ |
| de Havilland                             | Dove             | 1953               |
| Douglas                                  | DC-3             | 1955               |
| Convair                                  | CV-340           | 1960               |
| Convair                                  | CV-440           | 1960               |
| Vickers-Armstrongs                       | 828              | 1961               |
| Fokker                                   | F27 Friendship   | 1961               |
| Boeing                                   | Boeing 727       | 1964               |
| Nihon Aircraft Manufacturing Corporation | NAMC YS-11       | 1965               |
| Boeing                                   | Boeing 737       | 1970               |
| Lockheed                                 | Lockheed TriStar | 1974               |
| Boeing                                   | Boeing 747       | 1978               |
| Boeing                                   | Boeing 767       | 1983               |
| Airbus                                   | A-320            | 1991               |
| Airbus                                   | A-321            | 1998               |